# Ricadi
Ricadi es un municipio de la provincia de Vibo Valentia, in Calabria (Italia).

## Geografía

### Límites territoriales

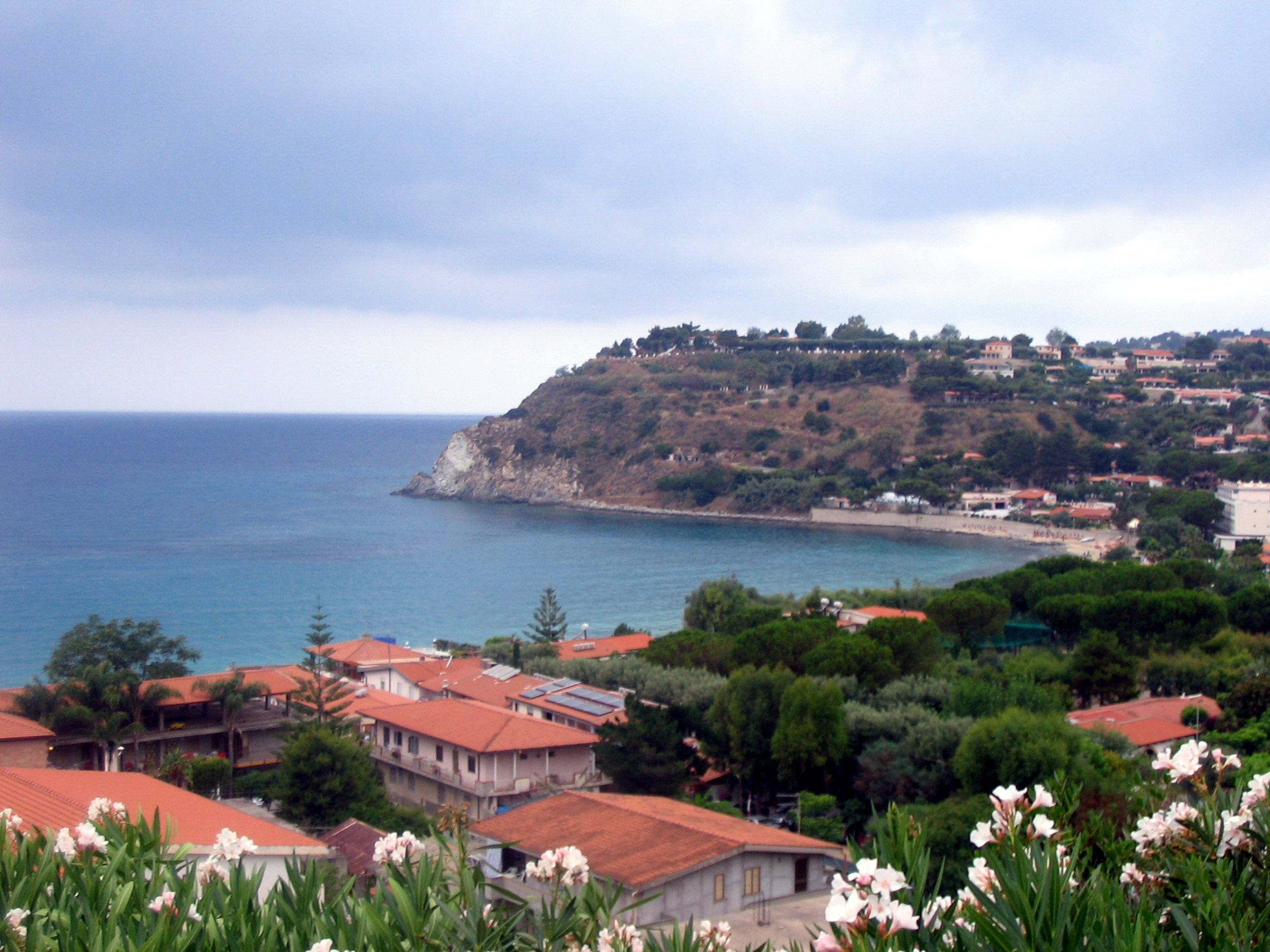
La playa de Santa Maria.

El municipio de Ricadi se encuentra entre el golfo de Santa Eufemia (Lamezia Terme - CZ) y lo de Gioia Tauro (RC). El promontorio de Capo Vaticano separa los dos golfos calabreses. 

## Historia
Ricadi estuvo poblada desde tiempos remotos: ya en el periodo prehistórico y precristiano. Testigos son los restos arqueológicos hallados, conservados en el museo nacional de Reggio Calabria.
Griegos, cartagineses, romanos, bizantinos, árabes, sarracenos, normandos han dejado un signo en el territorio, construyendo las infraestructuras viarias y defensivas (atalayas) e influyendo en los costumbres, la lengua (el dialecto) y los topónimos.
Ricadi y los pueblos contiguos dependieron de Tropea hasta el 1799, año en que fue reconocida la independencia por medio de un general francés, Championnet, los que dié una nueva disposición administrativa a los cantones de Tropea. 
Ricadi fue un municipio del distrito de Monteleone (l'actual Vibo Valentia), del Reino de las Dos Sicilias, por un decreto del 1811.

## Demografía
| Gráfica de evolución demográfica de Ricadi entre 1861 y 2001 |
|                                                              |
| Fuente ISTAT - elaboración gráfica de Wikipedia              |

## Fiestas
Fiesta de San Zacarías el 5 de noviembre a Ricadi; San Blas el 3 de febrero a San Nicolò; San Antonio de Padua el 13 de junio a Ricadi; Santa Domenica el 6 de julio a Santa Domenica; Madonna delle Grazie el 15 de agosto a Santa Maria; San Basilio el 14 de junio a Brivadi.

## Enlaces externos

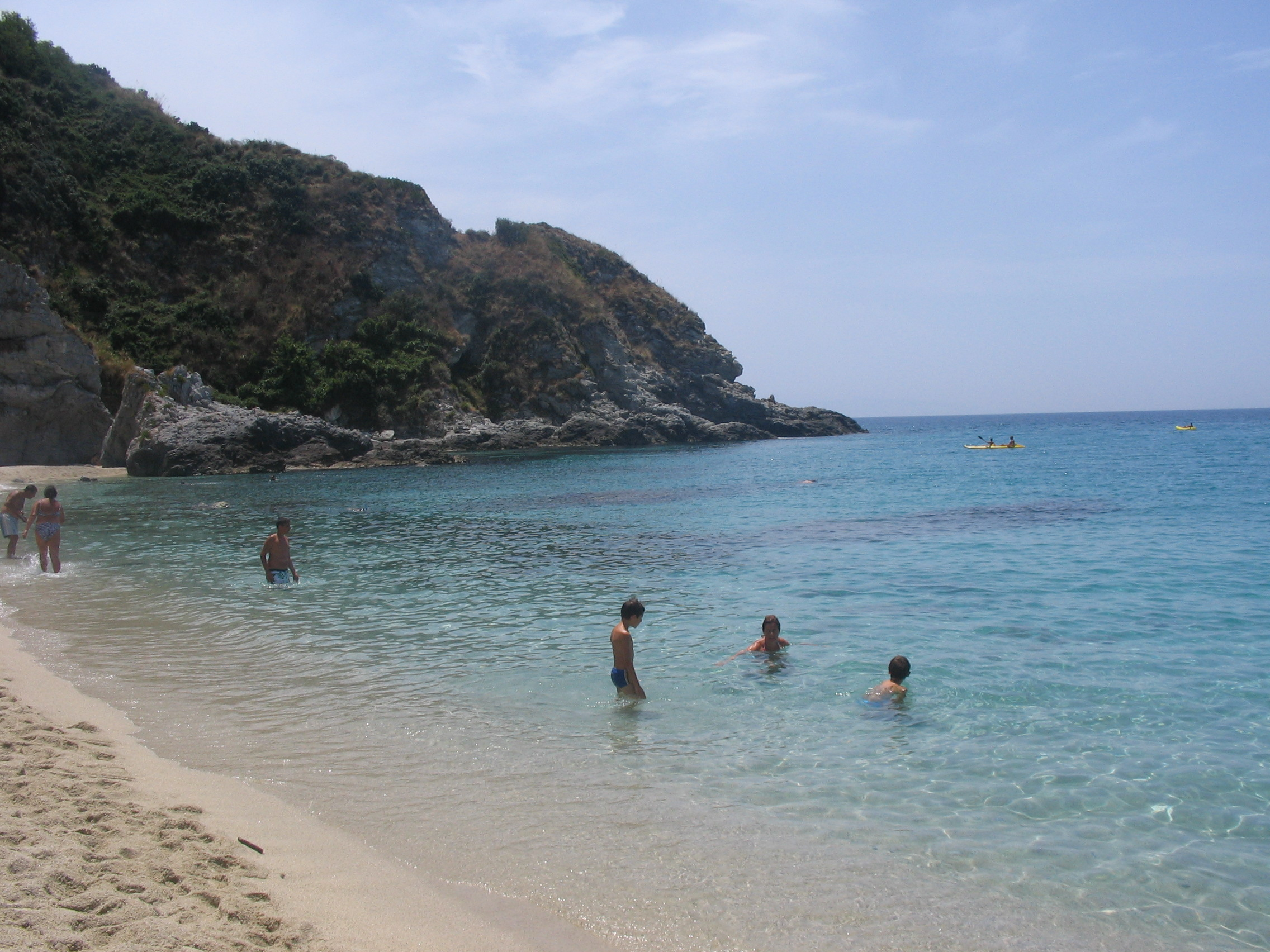
La playa de Grotticelle.

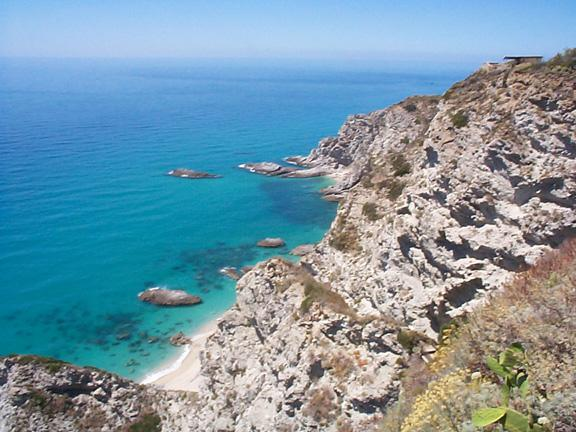
Praia 'i focu (Playa de fuego)

## Museos
- Museo dell'arte contadina

## Deporte
- SS Comprensorio Capo Vaticano
- FC Ricadi

## Hermanamiento
- Mogliano Veneto (TV)